# 달리는 라디오 (경인)
권계현의 달리는 라디오는 TBN 경인교통방송(인천, 경기 FM 100.5MHz, 서해5도 FM 105.5MHz)에서 평일 오후 5시부터 6시 52분까지 방송되는 인천, 경기 지역의 퇴근길 라디오 프로그램이다.

## 프로그램 소개
- 퇴근길 한 시간 더 빨리 함께합니다! 하루의 행복한 마무리 권계현의 달리는라디오입니다.

## 코너소개

### 매일코너
- 권계현의 매직카펫라이드 - 양탄자 타고 하늘을 나는 권계현의 퇴근길 풍경
- 뉴스, 밑줄 쫙! - 형광펜에 진심인 권계현, 오늘 저녁 밑줄 친 뉴스는?
- 퇴근길 실시간 교통제보 - 통신원연결 / CCTV 교통제보

## 요일 코너

### 월요일
- 문학훈의 CAR.달.로그 : 매주 생활에 도움이 되는 맞춤형 자동차 정보(문학훈 오산대학교 교수)
- 힘내라 B.T.X. : 버스(Bus), 택시(Taxi), 화물차(EXpress) 기사님들을 위한 에너지 충전 코너

### 화요일
- 인천야곡 : 인천 각 지역 전설을 이야기로 풀어봅니다(인천대학교 남동걸 박사)
- 사고졸.업. 프로젝트 "졸릴땐 텐션UP!" : 졸음운전 예방을 위해 달라와 함께 달려봅시다!

### 수요일
- 조윤주의 세계속으로 : 세상을 알고 나를 알자! 한 주를 관통하는 월드뉴스(조윤주 외신캐스터)
- 김범선의 난리法썰 : 법 때문에 이런 일까지? 사례를 통해 알아보는 법 이야기(법무법인 법승 김범선 변호사)

### 목요일
- 이동엽의 고민의 품격 : 고민해결사 이동엽과 함께하는 품격(?)있는 고민해결!!(개그맨 이동엽)
- 사고졸.업. 프로젝트 "졸릴땐 텐션UP!" : 졸음운전 예방을 위해 달라와 함께 달려봅시다!

### 금요일
- 최동호의 스포츠 하이라이트 : 한 주를 뜨겁게 달군 스포츠 소식 톺아보기(최동호 스포츠평론가)
- 음주운전, 그날이 알고 싶다 : 기가막힌 실제 사연을 통해 알아보는 음주운전의 위험성!(백기종 전 수서경찰서 강력팀장)